# Konstytucja Turkmenistanu
Konstytucja Turkmenistanu, uchwalona 18 maja 1992 roku i wielokrotnie nowelizowana (w tym w latach 2008 i 2016), stanowi fundamentalny akt prawny tego państwa. Dokument ten odzwierciedla zarówno ambicje polityczne, jak i uwarunkowania historyczne i społeczne Turkmenistanu, który po rozpadzie Związku Radzieckiego budował nową tożsamość narodową i państwową. Konstytucja otwiera preambuła, w której podkreśla się niezależność, suwerenność i neutralność kraju. Odwołuje się ona do wartości takich jak sprawiedliwość, demokracja i poszanowanie praw człowieka, a także do tradycji i jedności narodu turkmeńskiego. Jest to wyraźne odwołanie do idei budowy silnego państwa narodowego, ale też deklaracja jego otwartości na wartości uniwersalne.

## Podstawy ustroju państwa
Turkmenistan w swojej Konstytucji definiuje się jako niezależna, świecka i demokratyczna republika, w której naród jest jedynym źródłem władzy. Cechą charakterystyczną jest podkreślenie neutralności państwa – Turkmenistan w sposób formalny i jednoznaczny ogłosił trwałą neutralność, która została uznana przez Zgromadzenie Ogólne ONZ. Neutralność ta oznacza, że Turkmenistan nie uczestniczy w sojuszach wojskowych i stara się utrzymywać pokojowe stosunki z innymi krajami.

## Prawa i wolności obywatelskie
Dokument określa również prawa, wolności i obowiązki obywateli. Turkmenistan zapewnia swoim obywatelom równość wobec prawa, niezależnie od pochodzenia, płci, religii, przekonań czy pozycji społecznej. Konstytucja gwarantuje prawo do życia, wolności osobistej, swobody słowa, wyznania, zgromadzeń, jak również prawo do pracy, ochrony zdrowia i edukacji. Warto jednak podkreślić, że chociaż konstytucja deklaruje szeroki zakres praw, ich realizacja w praktyce bywa krytykowana przez organizacje międzynarodowe.

## Ustrój władzy
Turkmenistan to państwo o silnej pozycji prezydenta. Konstytucja przyznaje mu szerokie kompetencje – jest on nie tylko głową państwa, ale także szefem rządu i naczelnym dowódcą sił zbrojnych. Prezydent może wydawać dekrety, które mają moc ustawy, powołuje i odwołuje rząd, prowadzi politykę zagraniczną. Władza ustawodawcza należy do jednoizbowego parlamentu – Mejlis – który uchwala ustawy, budżet i kontroluje rząd. Władzę sądowniczą sprawuje niezależny Sąd najwyższy oraz sądy niższego szczebla.

## Gospodarka i własność
Konstytucja reguluje także kwestie gospodarcze. Państwo uznaje różne formy własności – państwową, prywatną i mieszaną – i zapewnia ich ochronę prawną. W dokumencie pojawiają się również zapisy dotyczące ochrony środowiska i racjonalnego gospodarowania zasobami naturalnymi.

## Polityka zagraniczna i obronna
Konstytucja podkreśla neutralny status Turkmenistanu w polityce zagranicznej. Kraj ten zobowiązuje się do utrzymywania pokojowych stosunków z innymi państwami, nie uczestniczy w sojuszach wojskowych, a jego siły zbrojne mają służyć wyłącznie celom obronnym.

## Zmiana Konstytucji
Dokonywanie zmian w Konstytucji jest możliwe poprzez decyzje parlamentu (Mejlis) lub referendum, jednak wszelkie zmiany nie mogą naruszać podstawowych zasad ustrojowych państwa, takich jak suwerenność, neutralność czy podział władzy.